# Грклиш
Грклиш (Greeklish) или гренглески (Grenglish), је грчки језик писан латиничним писмом („енглеским“). Грци ово такође зову и Λατινοελληνικά [] или  [] или ASCII грчки.
То је један од примера транслитерације.

## Увод
Грклиш се често користи на Интернету када Грци комуницирају електронском поштом, ИРЦ-ом, СМС-ом или на друге начине.

## Историја
У прошлости је било тешко натерати рачунаре да препознају грчка слова, јер нису сви оперативни системи или програми имали подршку за грчки. Данас, пошто модерни програми подржавају многе језике, укључујући и грчки, Грцима је много лакше да се споразумевају својим матерњим језиком, савременим грчким, преко Интернета. Ипак, доста људи још увек користи грклиш, можда јер је бржи за куцање а и не морају да брину о правопису и граматици.
Постоје извештаји да се прва савремена употреба грклиша појавила у EMY (Ethniki Meteorologiki Ypiresia), националном метеоролошком заводу Грчке, пре неколико деценија и свакако пре Интернета.

## Ортографски и фонетски грклиш
Грклиш може бити ортографски или фонетички.

## Недостатак стандарда
Постоји много начина за писање грклиша. Пошто међу грчким корисницима Интернета не постоји општеприхваћен начин транскрибовања грчких слова у латинична, свако то ради на свој начин.
ELOT, грчка организација за стандарде, је предложила стандардну транслитерацију, коју користи на пример British Council, али не и јавност.

## Књиге писане у грклишу
Јанис Андруцопулос (погледајте Референце) прича о Егзегези (Exegesis), књизи написаној у грклишу од око 200 страница. То је новела о љубавницима који разговарају преко Интернета. Према Андруцопулосу, књигу је требало да објави предузеће "Окси Публикације“. Транслитерација Егзегезе на грклиш, која је користила ISO 8432 стандард транслитерације, је заснована на грчком преводу оригиналне књиге.

## Веб сајтови писани на грклишу
Већина личних или незваничних веб-сајтова су некада били на грклишу. Данас ово није случај, пошто се употреба грклиша на веб-сајту сматра непристојном. Ипак, још увек има много грчких веб-сајтова који користе грклиш.

## Грчке компаније које користе грклиш
Неки интернет добављачи у Грчкој користе и грчки и грклиш у својим електронским писмима. На пример, званична обавештења послата корисницима електронском поштом су обично писана у енглеском, грчком и грклишу.

## Употреба у пословној комуникацији
Употреба енглеског у пословне сврхе или за пословну комуникацију неки виде као мањак пословних способности или поштовања.

## Тренутни правци развоја
У 2004-ој, покрет непријатељски према грклишу се појавио у многим грчким он-лајн Веб дискусионим групама (форумима) где је грклиш био основни „језик“ споразумевања. Администратори често спречавају приступ корисницима који наставе да користе грклиш, чиме чине употребу грчког обавезном. Примери укључују Translatum Greek Translation Forum, the Athens Wireless Metropolitan Network Forum, the Venus Project Forum, the adslgr.com Forum, the e-steki.gr forum, the Greek Technological Forum, и the Greek student forum.
На грчком ИРЦ-у, још увек се користи само грклиш (у 2004-ој).
Многи сматрају да је грклиш опасан за културни интегритет грчког језика.
Ипак, други се не слажу и подржавају грклиш. Неки универзитетски професори су предложили званичну употребу латиничног писма у грчком језику због његове модернизације.

## Примери
- Грчки: ; (добро јутро, како сте?)
- Грклиш 1:
- Грклиш 2:
- Грклиш 3:
- Куцање као да је распоред тастатуре подешен за грчки мада је у ствари подешен за амерички енглески:

- Грчки:  (тета)
- Грклиш 1:
- Грклиш 2:
- Грклиш 3:
- Куцање као да је распоред тастатуре подешен за грчки мада је у ствари подешен за амерички енглески:

Као што видите, веома је уобичајено користити број 8 за слово Θ/θ (тета), или слово u (вероватно зато што су u и тета на истом тастеру грчких компјутерских тастатура) или комбинацију th. За слово Ε/ε (епсилон) Грци углавном користе енглеско слово e или број 3 (који изгледа као обрнуто епсилон). Али 3 се најчешће користи за слово  Ξ/ξ (због сличног изгледа).

## Пребацивање из Грклиша у грчки
Од појаве Грклиша било је бројних покушаја да се развије програм за аутоматско пребацивање Грклиша у грчки. Већина њих може да се носи само са неким од транслитерација Грклиша и може бити нађена и преузета са Интернета. Први потпуни систем за аутоматску транскрипцију Грклиша у грчки који постиже правилно писање је  All Greek to Me!, који је развио и објавио Институт за процесирање језика и говора.